# Браунли, Джонатан
Джонатан Браунли (англ. Jonathan Brownlee, род. 30 апреля 1990 года) — британский триатлонист, олимпийский чемпион 2020 года, серебряный призёр Олимпийских игр 2016 года и бронзовый призёр Олимпийских игр 2012 года, многократный чемпион мира.
Младший брат двукратного олимпийского чемпиона по триатлону Алистера Браунли, вместе с которым поднимался на олимпийский пьедестал в 2012 и 2016 годах.
После двух медалей на Олимпийских играх 2012 и 2016 годов на Играх 2020 года в Токио Джонатан занял пятое место и выиграл олимпийское золото в смешанной эстафете с Джессикой Лермонт, Джорджией Тейлор-Браун и Алексом Йи.